# Ablaufbauwerk
Beim Ablaufbauwerk handelt es sich um einen Schacht, in dem eine Drainage endet. Technische Bauelemente sind Absperrschieber, Drosselorgan und Einstauvorrichtungen.
Ablaufbauwerke als Bestandteile von Retentionsbodenfilteranlagen haben folgende Funktionen zu erfüllen:
- Kontrolle des Filterablaufs
- Temporärer Einstau des Filters
- Abflussregulation durch Begrenzung der Filtergeschwindigkeit oder des Filterdurchsatzes
- Vermeidung von anhaltendem Rückstau aus dem Vorfluter.

Für die Qualitätskontrolle des Ablaufes ist eine Beprobungsmöglichkeit vorzusehen.
Im Ablaufbereich zur Vorflut ist eine möglichst hohe physikalische Wiederbelüftung des Drosselabflusses anzustreben.

## Quelle
- Ministerium für Umwelt und Naturschutz, Landwirtschaft und Verbraucherschutz (MUNLV) des Landes Nordrhein-Westfalen (Hrsg.): Retentionsbodenfilter. Handbuch für Planung, Bau und Betrieb. Düsseldorf 2003.